# Peter Danowsky
Peter Danowsky, född 15 september 1949 i Solna församling, Stockholms län, är en svensk advokat. Han har i flera olika sammanhang företrätt tidningen Expressen i olika juridiska processer, bland annat i tryckfrihetsmålet år 2006 då tidningens dåvarande chefredaktör Otto Sjöberg anklagades för att ha förtalat skådespelaren Mikael Persbrant. 2008 företrädde han TV 4 under Högsta domstolens rättegång om olaga reklamavbrott i långfilmer av kärandena Vilgot Sjöman och Claes Eriksson. Han var även målsägarbiträde för skivindustrin i rättegången mot The Pirate Bay.

## Biografi
Peter Danowsky blev jur.kand. vid Uppsala universitet år 1972 och har även studerat vid det tvåspråkiga Collège d'Europe i Brygge i Belgien (1974) och Columbia University i New York (1975) Han har bland annat arbetat vid advokatfirmorna Chrysander och Lagerlöf & Leman, och är delägare i Danowsky & Partners Advokatbyrå sedan 1993.
Han har som expert på tryckfrihet och medierätt medverkat som författare i flera böcker, bland annat En resonerande ordbok om tryck- och yttrandefrihet (2007).